# Rio Prêto (vattendrag i Brasilien, Minas Gerais, lat -16,96, long -46,20)
Rio Prêto är ett vattendrag i Brasilien.   Det ligger i delstaten Minas Gerais, i den sydöstra delen av landet, 230 km sydost om huvudstaden Brasília.
Omgivningen kring Rio Prêto är huvudsakligen savann. Området är nästan obefolkat, med mindre än två invånare per kvadratkilometer.